# Heteropalpia acrosticta
Heteropalpia acrosticta är en fjärilsart som beskrevs av Rudolf Püngeler 1903. Heteropalpia acrosticta ingår i släktet Heteropalpia och familjen nattflyn. Inga underarter finns listade i Catalogue of Life.